# Zühre Akçura
Zühre Akçura (1862-1903), également connue sous le nom de Zühre Gasprinski, est une journaliste tatare de Crimée.

## Biographie
Elle collabore avec sa famille aux journaux Terciman et Alem-i Nisvan (ce dernier titre signifiant « Le Monde des femmes »).

### Famille
Elle est issue d'une famille princière tatare, les Akchurinas ; son père est Asfandiyar Akchurin et sa mère Fatima Akchurin. Mariée à Ismail Gasprinski, penseur de la culture tatare, leurs enfants Ryfat Gasprinskyi et Chefika Gasprinskyi deviendront eux aussi journalistes.
Elle repose à la madrassa de Zincirli à Bakhtchissaraï.